# Drôle de camping
Drôle de camping (Blazed and Confused) est le septième épisode de la vingt-sixième saison de la série télévisée Les Simpson et le 559e épisode de la série. Il est sorti en première sur le réseau Fox le 16 novembre 2014.

## Synopsis
Bart Simpson fait la connaissance de son nouveau professeur, M. Jack Lassen, réputé être l'un des pires enseignants de la profession et ne résiste pas à l'envie de lui faire une blague en l'honneur de son arrivée. Sans même s'émouvoir, M. Lassen humilie son élève en lui rasant une partie du crâne. 
De son côté Homer tente désespérément de réserver à la dernière minute un weekend en camping pour sa famille, ayant oublié de le faire un an plus tôt à la demande de son épouse. Comme aucun camping n'a la capacité de les accueillir, Homer répond favorablement à une suggestion de Bart qui a découvert sur internet l'existence d'un grand festival qui se tient chaque année au milieu du désert : le Blazing Guy. 
Toute la famille se rend sur le lieu de l’événement qui se trouve être un rassemblement d'artistes et de musiciens excentriques. Mais Homer ignore que la proposition de Bart n'a rien d'anodin : ayant appris que M. Lassen fréquentait ce festival tous les ans, il y voit là l'occasion de se venger de son professeur, aidé de Milhouse qui a accompagné la famille.

## Réception
Lors de sa première diffusion, l'épisode a attiré 6,70 millions de téléspectateurs.